# Меница
Меница је хартија од вредности по наредби којом њен издавалац (трасант) издаје безусловни налог другом лицу (трасату) да кориснику исправе (ремитенту) исплати одређену своту новца или сам издавалац обећава да ће извршити ту исплату.
Сваку меницу карактеришу:
- Писменост
- Формалност
- Инкорпорираност
- Строгост
- Самосталност
- Солидарност

У савременом промету може да се појави више типова меница :
- бланко,
- циркулациона,
- домицилирана,
- комисиона,
- кредитна,
- оперативна...

Ипак разликујемо два основна типа меница :
1. трасирана
2. сопствена
Суштинска разлика између трасиране и сопствене менице је у томе што код сопствене менице постоји изјава о неопозивој исплати док код трасиране постоји наредба о неопозивој исплати. Такође, разлика између трасиране и сопствене менице је и у томе што се код сопствене менице коју издаје дужник као издавалац, дужник обавезује да ће сам платити дуг повериоцу у складу са прописима о меници, док се код трасиране менице ради о правном односу између трију особа: 1. дужника из правног посла, нпр. купца из продајног уговора (трасант), 2. продавца из истог уговора (повериоца - ремитента) и 3. лица које се придружује дужнику са изјавом да ће он платити дуг дужника повериоца (трасат).
Карактеристике трасиране (вучене) менице:
- Трасант (онај који издаје меницу)
- Трасат (предузеће које врши плаћање у року менице)
- Ремитент (предузеће ком плаћање треба да се изврши)
- Дан, месец, година и место издавања менице
- Дан, месец, година и место доспећа менице
- Место где треба извршити плаћање
- Ознака да је меница
- Безуслован упут за плаћање одређене своте

Сопствена меница постоји у оном случају када њен издавалац није издао налог трасату него се сам обавезао (уношењем клаузуле „платићу") на плаћање своте на коју меница гласи.